# Samnorwood, Texas
Samnorwood là một nơi ấn định cho điều tra dân số (CDP) thuộc quận Collingsworth, tiểu bang Texas, Hoa Kỳ. Năm 2010, dân số của nơi này là 51 người.